# 쇼온왕
쇼온왕(일본어: 尚温王 상온왕[*]; 1784년 3월 21일 ~ 1802년 8월 8일)은 류큐왕국 제2쇼씨 왕조의 제15대 류큐 국왕이었다. 1795년에서 1802년까지 재위하였다. 그의 아버지는 쇼테쓰이다.

## 가족
- 아버지: 왕세자 쇼테쓰(尚哲)
- 어머니: 키코에오오기미카나시 쇼씨 토쿠타쿠(聞得大君加那志 向氏徳沢, 아명은 마나베타루카네 真鍋樽金)
- 왕비: 키코에오오기미카나시 쇼씨 센토쿠(聞得大君加那志 向氏仙徳, 아명은 마우시가네 思真牛金)
- 장남: 쇼세이왕(尚成王)

## 같이 보기
- 도쿠가와 이에나리

| 전임자 쇼보쿠왕 | 제21대 류큐왕국 국왕 1795년 ~ 1802년 | 후임자 쇼세이왕 |